# Advanced Systems Format
Advanced Systems Format este un format container proprietar dezvoltat de Microsoft pentru transmiterea filmelor prin internet.

## Legături externe
- An Overview of Advanced Systems Format